# 諸国牧
諸国牧（しょこくまき）は、古代の日本において、兵部省により開発・管轄された牧場であり、主に軍馬や貴族への貢馬、駅伝馬などの供給源とされた。また、諸国牧から集められた馬牛を放し飼いにするため、近都牧（きんとまき）と呼ばれる牧が九州や畿内周辺に設置された。本稿では、諸国牧と近都牧について記す。
- 官牧には、ほかに内厩寮が経営していた勅旨牧がある。

## 概要
諸国牧・近都牧がいつ設置されたのかは定かではないが、飛鳥時代の頃だと考えられている。
諸国牧は、兵部省が所轄する牧で、延喜式によると18ヵ国に馬牧が24ヵ所、牛牧が12ヵ所、馬牛牧が3ヵ所の計39の牧が設置され、毎年、各牧から馬は5歳に達したものが左右馬寮に送られ、西海道諸国の牧からは大宰府に送られた。この諸国から貢上された馬牛を放し飼いにする為に設けられたのが近都牧で、主に九州・近畿周辺に設置された。
律令制下においては、各牧には、牧の責任者の牧長（ぼくちょう）1名、文書事務にあたる牧帳（まきちょう）1名がおかれ、馬牛100頭ごとに牧子（ぼくし）二名で飼育にあたり、国司が牧長以下らを指揮・監督していた。中央では、兵馬司が、全国の牧と公私の馬牧を管理し、牧で乗馬に適するものは、軍団に送り裕福な兵士の家で飼育され、駄馬は、駅伝場として使用されるなど、国家によって騎馬の供給管理を統制するための仕組みがつくられていた。なお、牧長・牧帳・牧子らが牧の経営にあたり、放牧中の馬を痩せさせたり、失ったり、あるいは、母蓄100頭に対して駒犢60頭という規定の増産数に達しない場合は、罰せられ、規定以上に駒犢を増やすことができれば、褒美として稲が与えられた。

## 牧と所在地

### 諸国牧
- 下野国
  - 朱門馬牧
- 常陸国
  - 信太馬牧
- 下総国
  - 高津馬牧、大結馬牧、木島馬牧、長洲馬場、浮島牛場
- 上総国
  - 大野馬牧、負野牛牧 新屋牧
- 安房国
  - 白浜馬牧、粉師馬牧
- 相模国
  - 高野馬牛牧
- 駿河国
  - 岡野馬牧、蘇弥馬牧
- 備前国
  - 長嶋馬牛牧

### 近都牧
- 摂津国
  - 鳥養牧、豊島牧、為奈野牧
- 近江国
  - 甲賀牧
- 丹波国
  - 胡麻牧
- 播磨国
  - 垂水牧
- 大宰府